# WPO
 (septembre 2022).
WPO est un groupe européen de gestion d’actifs dans le domaine de la production d’énergie renouvelable dont le siège est à Paris. Il est présent dans douze pays en Europe où il gère des parcs éoliens et des parcs solaires photovoltaïques.

## Historique
En 1995, Wind Prospect Ltd construit et exploite sa première ferme éolienne à Haverigg au Royaume-Uni. En 2008, l’entreprise crée une filiale en France, Wind Prospect SAS.  
En 2012, Barthélémy Rouer prend le contrôle de Wind Prospect SAS. 
En 2015, la filiale française rachète les entités britannique et irlandaise du Groupe.
À la suite de cette réorganisation structurelle, l’entreprise commence à gérer des sites de production dans de nouveaux pays. En 2017, le Groupe prend officiellement le nom de WPO. 

## Activités et services
WPO fournit à ses clients investisseurs (propriétaires de parcs de production d’énergie renouvelable, investisseurs, assureurs) des services de gestion d’actifs pour améliorer la performance de la production d’énergie renouvelable.  

## Portfolio et marchés
Depuis le début de ses activités, l’entreprise s’est développée sur le marché européen de la production d’électricité renouvelable essentiellement par croissance organique.
En 2020, WPO supervise pour l’ensemble de ses clients une capacité totale de production d'environ 5 gigawatts d’électricité issue de sources renouvelables. 

## Blockchain et certification de production d’énergie renouvelable
En juin 2018, WPO a commencé à déployer sa propre technologie blockchain afin de certifier les mégawatts-heures (MWh) d’électricité renouvelable produits par les éoliennes et panneaux solaires que la société supervise,. 
Les organismes désirant soutenir la production d’électricité renouvelable peuvent acheter des GoCerts en tant que contribution à leur politique d‘investissement socialement responsable dans le cadre de leur politique de responsabilité sociale d’entreprise. Un jeton d’usage dédié (GreenToken) a été créé comme moyen permettant l’achat de ces certificats.
En 2020, l’Autorité des Marchés Financiers (AMF) a apposé sur le Document d’Information le visa n° ICO.20-189 pour l’opération d’Offre au Public de Jetons (ou Initial Coin Offering, « ICO ») pour financer le Projet GreenToken.

## Transformation numérique: services pour données
Le nouveau modèle économique créé repose sur l’échange de ses services professionnels historiques (gestion d’actifs, conseils techniques, inspections et audits, etc.) contre l’accès aux données de production des sites que l’entreprise supervise. En d’autres termes, au lieu de la traditionnelle facturation basée en « jour/homme » comme c’est le cas dans la plupart des métiers de conseil et de prestation de services, les clients reçoivent des services professionnels de l’entreprise en échange des données collectées durant la production d’énergie. 
Les données deviennent ainsi une nouvelle source de revenus pour les propriétaires de parcs éoliens et solaires, réduisant ainsi les coûts de production de l’électricité verte et augmentant l’attractivité financière des technologies liés à la production d’énergie à partir de sources renouvelables.

## Voir également
- Énergie solaire en Europe
- Énergie éolienne en Europe